# Аракчеевы
Аракче́евы — бароны, графы и древний русский дворянский род, из которого происходил граф А. А. Аракчеев (1769—1834).

## Происхождение рода
О происхождении этой фамилии, как видно из III части «Общего гербовника дворянских родов Российской империи», известно, что Аракчеевы происхождения древнего и благородного и за службу российскому престолу «жалованы были от государей в 1667 и других годах поместьями и на оные грамотами».
В «Родословной книге» (изд. «Русской старины») генеалогия Аракчеевых начинается словами: «Граматою царей Иоанна и Петра Алексеевичей от 6 марта 1695 г. новгородец Иван Степанович Аракчеев „за службу предков и своего отца и за свою собственную службу во время войны с Польшею при царе Алексее Михайловиче“ пожалован в вотчину пустошами в Бежецкой пятине, в погостах Никольском и Петровско-Тихвинском, в тогдашнем уезде Новгородском».
Потомки Ивана Степановича служили в XVIII веке в военной службе, и один из них, генерал-майор Василий Степанович, участвовал в турецком походе под предводительством графа Миниха, был ранен под Очаковом (1737) и уволен от службы с награждением чином генерал-поручика. Его брат поручик Андрей Степанович погиб в этом походе.
Родной племянник последних, Андрей Андреевич, вышел в отставку поручиком, поселился в Бежецком уезде, где ему досталась по наследству деревня с 20 душами крестьян († 1797). От брака с Елисаветою Андреевною Ветлицкою (1750 — 17 июля 1820) у Андрея Андреевича осталось три сына:
- Алексей Андреевич, сначала барон (1797), а затем граф (1799)
- Андрей Андреевич — генерал-майор и комендант в Киеве
- Пётр Андреевич — флигель-адъютант императора Александра I

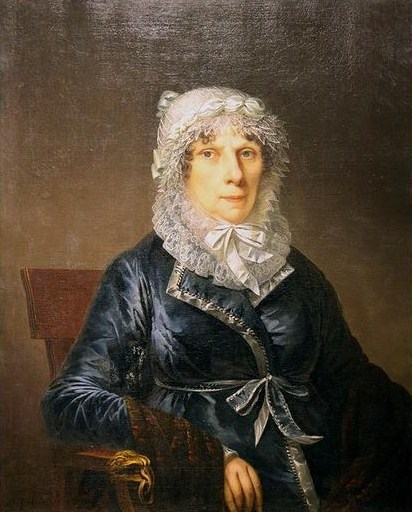
Елизавета Андреевна Ветлицкия
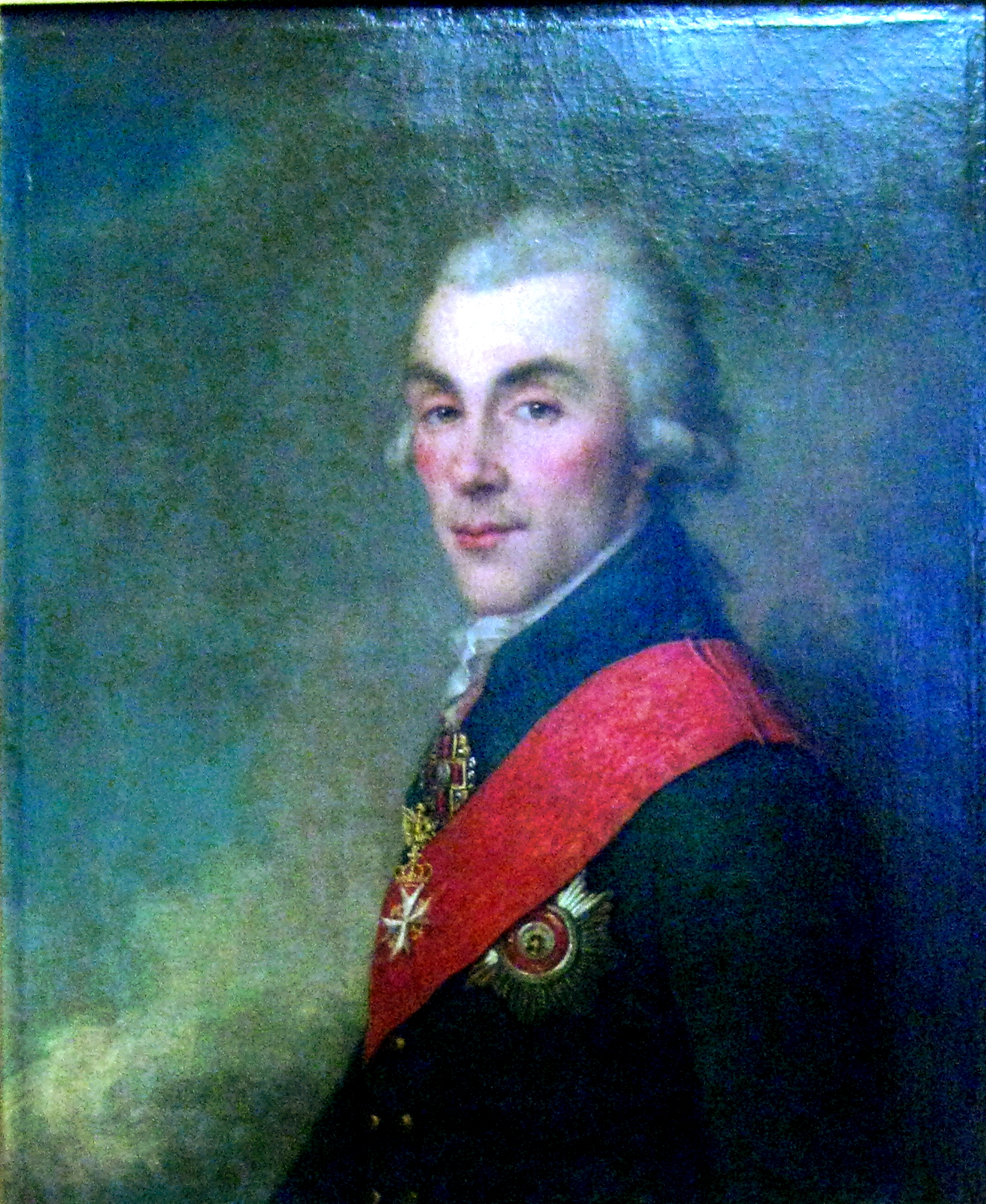
Алексей Андреевич Аракчеев (1769-1834)
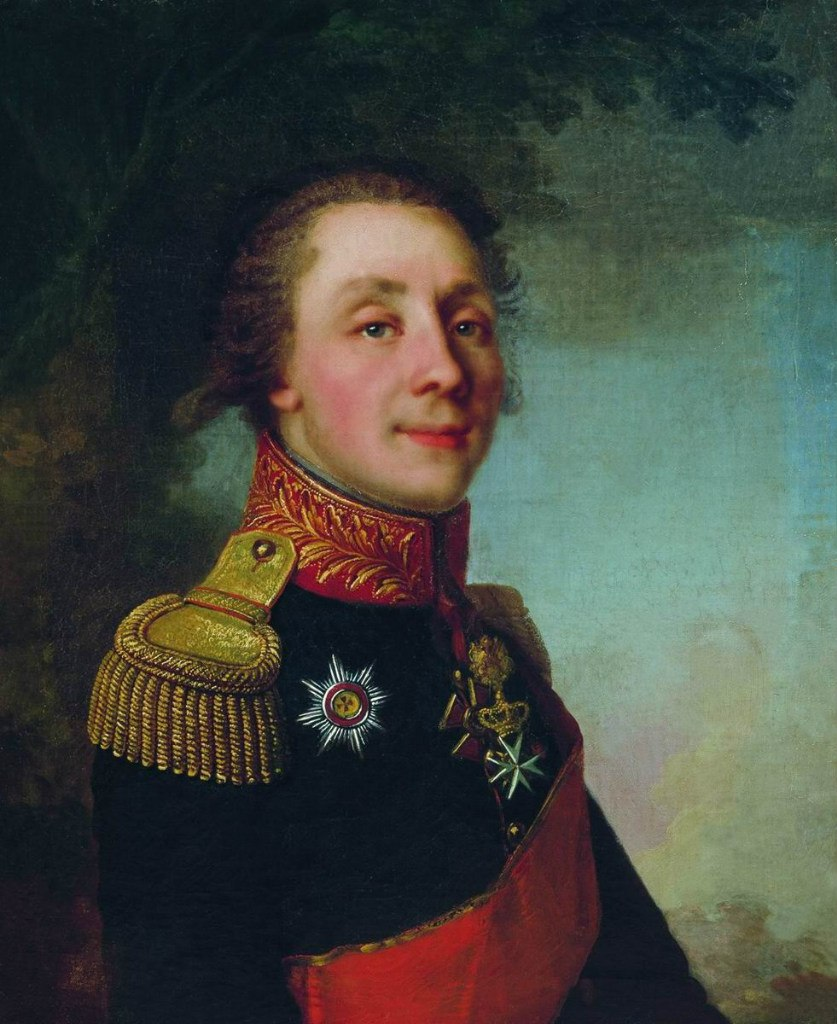
Андрей Андреевич Аракчеев (1772-1814)

## Бароны Аракчеевы
По Именному указу императора Павла I (05 апреля 1797) генерал от артиллерии Алексей Андреевич Аракчеев пожалован в бароны Российской империи.

## Графы Аракчеевы
Барон Российской империи Алексей Андреевич Аракчеев императором Павлом I пожалован (05 мая 1799) в графы Российской империи за отличное усердие и труды, с распространением титула на потомков мужского и женского пола от него происходящих. После смерти († 1834) бездетного графа Алексея Андреевича, баронский и графский род Аракчеевых пресёкся.

## Описание гербов

#### Герб. Часть IV. № 70.
Герб дворянского рода Аракчеевых: в щите, имеющем голубое поле, изображена золотая стрела, летящая в правую сторону из натянутого лука (польский герб Лук). Щит увенчан обыкновенным дворянским шлемом с дворянскою на нем короною и тремя страусовыми перьями. Намёт на щите голубой, подложенный золотом.

#### Герб. Часть III. № 7.
Герб рода барона Аракчеева: в щите, имеющем голубое поле, изображен натянутый золотой лук со стрелой, летящей в правую сторону. Щит увенчан серебряным шлемом с баронской на нем короною и тремя страусовыми перьями. Намёт на щите голубой, подложенный золотом (указ от 05 апреля 1797).

#### Герб. Часть IV. № 15.
Герб рода графа Аракчеева: щит разделен горизонтально на две части, из которых в верхней золотом поле изображен до половины выходящий чёрный двуглавый орёл коронованный, на груди которого в голубом щитке означено имя государя императора Павла Первого. В нижней части в правом, голубом поле, видна золотая стрела, летящая в правую сторону из натянутого золотого же лука. В левом, красном поле, находится чёрная пушка на золотом лафете и перед ней положены в виде пирамиды ядра. Щит покрыт графской короною с тремя на ней поставленными серебряными шлемами, из которых средний увенчан графской короною и тремя страусовыми перьями, а два крайних увенчаны с правой стороны баронской, а с левой стороны дворянской коронами. Намёт на щите голубого и красного цвета, подложенный золотом. Щитодержатели: с правой стороны воин в латах, а с левой единорог. Внизу щита девиз:   "БЕЗ ЛЕСТИ ПРЕДАН" (указ от 05 мая 1799).

#### Герб. Часть IX. № 3.
Герб рода графа Аракчеева

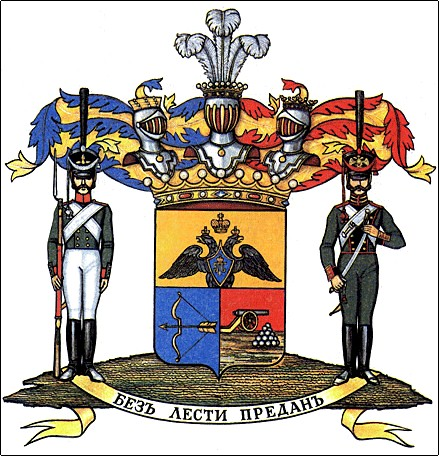
Герб Алексея Аракчеева.

Щит разделен горизонтально на две части, из коих в верхней, в золотом поле изображен до половины выходящий черный двуглавый Орел коронованный, на груди которого в голубом Щитке означено имя Государя Императора ПАВЛА Первого. В нижней части, в правом голубом поле видна золотая Стрела, летящая в правую сторону из золотого же Лука. В левом красном поле находится медная Пушка на зеленом Лафете и перед нею положены в виде пирамиды Ядра.
Щит покрыт Графскою Короною с тремя на оной поставленными серебреными Шлемами, из коих средний увенчан Графскою короною с тремя страусовыми перьями, а два крайние, с правой стороны Баронскою, а с левой дворянскою Коронами. Намет на щите голубого и красного цвета, подложенный золотом. Щит держат два воина: с левой стороны Артиллерист, а с правой Гренадер полка имени Графа Аракчеева, в ознаменование услуг принесенных Графом Аракчеевым Отечеству, как преобразованием Российской Артиллерии, коей он был Генерал-Инспектором, так и по управлению потом всем Военным Департаментом, за каковое ГОСУДАРЬ ИМПЕРАТОР АЛЕКСАНДР ПЕРВЫЙ в довод признательности своей, повелеть соизволил полку Ростовскому принять название: Гренадерского Графа Аракчеева полка. Внизу щита Собственноручная ГОСУДАРЯ ИМПЕРАТОРА ПАВЛА ПЕРВАГО надпись: БЕЗЪ ЛЕСТИ ПРЕДАНЪ.

## Известные представители
- Аракчеев Фома — жалован поместьем Гарусово в Новгородском уезде Бежецкой пятины (1607), упомянут (1621).
- Аракчеевы: Иов, Алексей и Василий Фомичи — жалованы поместьем отца (15 февраля 1639).
- Аракчеевы: Степан и Самуил Алексеевичи — помещики Бежецкой пятины (04 октября 1645).
- Аракчеев Герасим Афанасьевич — московский дворянин (1692)[3].
- В 1708 году из вольных людей и недорослей дворянских сформирован 10-ротный Драгунский полковника Аракчеева полк.